# Patruljni teki na Zimskih olimpijskih igrah 1924
Patruljni teki na Zimskih olimpijskih igrah 1924.

## Rezultati
| Poz | Ekipa                                                                         | Čas     | ZS |
| --- | ----------------------------------------------------------------------------- | ------- | -- |
| 1   | Adolf Aufdenblatten, Alphonse Julen, Antoine Julen, Denis Vaucher             | 3:56:06 | 8  |
| 2   | August Eskelinen, Heikki Hirvonen, Ville Mattila, Väinö Bremer                | 4:10:00 | 11 |
| 3   | André Vandelle, Camille Mandrillon, Georges Berthet, Maurice Mandrillon       | 4:18:53 | 5  |
| 4   | Bohuslav Josífek, Jan Mittlöhner, Josef Bím, Karel Buchta                     |         |    |
| —   | Piero Dente, Albino Bich, Goffredo Lagger, Paolo Francia                      | odstop  |    |
| —   | Stanisław Chrobak, Stanisław Kądziołka, Szczepan Witkowski, Zbigniew Wóycicki | odstop  |    |